# IFrame (Videoformat)
iFrame ist ein digitales Videoformat, das von Apple entwickelt wurde. Es basiert auf bestehenden Industriestandards, wie AVC/H.264, AAC und QuickTime, und kann mit kompatiblen Mac- und PC-Anwendungen genutzt werden.

## Entwicklung
Das Format wurde entwickelt, um den Videoschnitt zu vereinfachen. Die Nicht-Apple-Anwendungen benötigen keine Konvertierung vom Video aus der Quelle über ein Zwischen-Format, sondern erreichen durch dieses Format eine direkte Bearbeitung der Original-Videos auf Apple-Geräten (z. B. iPad).

## Codierung
iFrame Video und Audio wird mit verlustbehafteter Kompression codiert. Nur Intraframe-Komprimierung ist aktiviert, jedes Bild ist ein Stand-alone-I-Frame. Dadurch kann jedes Bild für sich alleine – also unabhängig von den nachfolgenden oder vorhergehenden Bildern – ausgepackt werden. Das entlastet massiv die Hardware und ermöglicht den Videoschnitt auch auf Maschinen mit geringerer Prozessor- und Grafik-Performance.
Video wird mit dem AVC/H.264 Kompressionsverfahren codiert. Audio wird mit dem AAC-Codec kodiert. Die komprimierten Audio- und Videodaten werden in einer QuickTime-Datei gemultiplext.
Um Datenrate und Hardware-Anforderungen zu reduzieren, hat das Video eine Größe von 960 horizontalen und 540 vertikalen Pixeln mit einem Pixel-Seitenverhältnis von 1:1, was ein 16:9-Seitenverhältnis ergibt. Progressive Scanning bei einer Bildfrequenz von 30 oder 25 Bildern pro Sekunde reduziert die Datenrate noch weiter, aber es kann zu erhöhtem „Ruckeln“ führen, was verständlich ist, wenn man es mit der traditionellen Rate von 60 oder 50 Bildern pro Sekunde für die Fernsehübertragung vergleicht.

## Hardware-Produkte
- Oktober 2009: Sanyo HD2000A, Sanyo FH1A Dual Kameras.
- April 2010: Sanyo Xacti VPC-SH1
- Juli 2010: Panasonic HM-TA1 HD Pocket Camcorder.
- Oktober 2010: JVC Picsio GC-FM2 Pocket Camcorder.
- Dezember 2010: Panasonic SDX1 Camcorder.
- Februar 2011: Canon PowerShot SX230 HS, PowerShot SX220 HS, IXUS 310 HS (aka PowerShot ELPH 500),
- Februar 2011: Nikon S9100
- Februar 2011: Panasonic HX-WA10, HX-DC10, HX-DC1, HM-TA20, HM-TA2
- März 2011: Panasonic HDC-HS900, HDC-TM900, HDC-SD900, HDC-SD800, HDC-SD90, HDC-TM90
- Mai 2011: Panasonic HDC-SD40, HDC-SD41, HDC-TM40
- September 2011: Canon PowerShot SX40 HS
- November 2011: Canon PowerShot S100
- Januar 2012: Panasonic HC-V700
- Februar 2012: Canon PowerShot G1X, Canon PowerShot SX240 HS, Canon PowerShot SX260 HS,
- September 2012: Canon Powershot SX500 IS, Powershot S110
- Januar 2013: Canon G15

## Software-Produkte
- iMovie
- Final Cut Express, Final Cut Pro X